# 1174
| Calendário gregoriano                                                        | 1174 MCLXXIV                                          |
| Ab urbe condita                                                              | 1927                                                  |
| Calendário arménio                                                           | 623 – 624                                             |
| Calendário bahá'í                                                            | -670 – -669                                           |
| Calendário budista                                                           | 1718                                                  |
| Calendário chinês                                                            | 3870 – 3871 Início a 4 de fevereiro (aproximadamente) |
| Calendário copta                                                             | 890 – 891                                             |
| Calendário etíope                                                            | 1166 – 1167                                           |
| Calendários hindus - Vikram Samvat - Calendário nacional indiano - Cáli Iuga | 1229 – 1230 1095 – 1096 4274 – 4275                   |
| Calendário Holoceno                                                          | 11174                                                 |
| Calendário islâmico                                                          | 569 – 570                                             |
| Calendário judaico                                                           | 4934 – 4935                                           |
| Calendário persa                                                             | 552 – 553                                             |
| Calendário rúnico                                                            | 1424                                                  |
| Calendário solar tailandês                                                   | 1717                                                  |

1174 (MCLXXIV, na numeração romana) foi um ano comum do século XII do Calendário Juliano, da Era de Cristo, e a sua letra dominical foi F (52 semanas), teve início a uma terça-feira e terminou também a uma terça-feira. No reino de Portugal estava em vigor a Era de César que já contava 1212 anos.
| Ano completo                       |
| ---------------------------------- |
| Ano comum com início à terça-feira |

## Eventos
- Henrique II domina a rebelião encabeçada pela mulher, Leonor da Aquitânia e o filho Ricardo; Leonor é colocada sob prisão, onde permanecerá até há morte de Henrique em 1189.
- A Escócia é ocupada pela Inglaterra.
- Balduíno IV torna-se Rei de Jerusalém, com o conde Raimundo III de Tripoli como regente.
- O príncipe Dom Sancho de Portugal, futuro rei Sancho I de Portugal, casa com Dulce de Aragão, infanta de Aragão.
- Começa a construção da Torre de Pisa, na Itália.

## Nascimentos
- Henrique da Flandres, Imperador latino de Constantinopla.
- Teodoro I Láscaris imperador de Niceia (m. 1221).
- Santa Edwiges, santa da Igreja Católica, nasceu na Alemanha (m. 1243).

## Mortes
- Amalric I, Rei de Jerusalém.